# Grykë-Orosh
Grykë-Orosh vagy történelmi nevén Orosh település Északkelet-Albániában. A 14. század óta a bencés szerzetesrend kolostorának és konventjének adott otthont, a 18–20. században a római katolikus Mirdita-vidék politikai és vallási központja volt. A mirdita törzsek hagyományosan itt tartották gyűléseiket, itt élt politikai és katonai vezetőjük, a kapitány (kapedan) vagy herceg (prenk, preng). A 19. század végétől az oroshi Hegyi Szent Sándor-templom a közvetlenül a Szentszék alá rendelt mirditai területi apátság főtemploma volt. A 20. század során a települést és templomát többször feldúlták és porig égették, mígnem a kommunizmus évtizedeiben előbb a kapitányi tisztséget és az apátság egyházszervezeti önállóságát számolták fel (1946–1947), majd az ateista kampány (1967) során lerombolták a templomot is.
Napjainkra az egykor jelentős település Grykë-Orosh néven csupán néhány házból, valamint az 1994–1995-ben újra felépült Hegyi Szent Sándor-templomból és az azt körülvevő temetőből áll. A történelmi település neve átszármazott Lezha megye egyik alsóbb szintű közigazgatási egységére, Orosh alközségre (2015 előtt Orosh község), amelynek központja a közeli Reps.

## Történelme
Orosh és templomának első említése 1319-ből ismert, de egyes források szerint már a 12–13. században az arbanoni egyházmegye jelentős vallási központja, zarándokhelye, ezzel párhuzamosan a Dukagjini család fontos települése volt. Történetének első évszázadaiban a templom és a kolostor a bencés szerzetesrendhez kötődött, Rubik és Ndërfan mellett az egyik legjelentősebb albániai központjuk volt. A prépostság területe egy 1426-os említés szerint közvetlenül a Szentszék alá tartozott. Az első névről ismert oroshi prépost Pjetër Duka vagy Pjetër Përlati volt, aki részt vett Szkander bég törökellenes küzdelmeiben, és harcolt Sfetigrad 1448-as ostrománál. A település vallási jelentősége mellett az újkortól a római katolikus mirdita törzsbeliek központjaként is ismert volt, a 18. század elejétől itt álltak örökletes politikai és katonai vezetőjük, a kapitány (kapedan) vagy herceg (prenk, preng) és nemzetségének lakóházai.
- Preng Doçi (1888/1889–1917)[4]
- Zef Gjonali (1921–1928)[5]
- Frano Gjini(wd) (1930–1946)[6]

A 18–19. századtól az oroshi prépost politikai befolyása sem volt elhanyagolható, a mirdita törzsfők és a kapitány gyakran kérték ki tanácsát ügyes-bajos dolgaikban. Az első mirdita pap, aki az albánok nemzeti eszmélésének (Rilindja) időszakában, az 1860-as években politikai tevékenységet is végzett, Gaspar Krasniqi volt. Az 1870-es években oszmán csapatok dúlták fel a rebellis mirditák központját, Orosht, a helyi prépost, Preng Doçi azonban újjáépíttette a templomot. Egyházi diplomáciai erőfeszítései eredményeként 1888/1889 fordulóján a Hegyi Szent Sándor-apátság (Abacia a Shën Llezhdrit në Malin, latinul Sanctus Alexander in Monte) az egyházmegyéktől független, közvetlenül a Szentszék alá rendelt, püspöki rangú területi apátság (korabeli kifejezéssel nullius apátság) főtemploma lett. Albániában az egyetlen ilyen területi egyházmegye volt a mirditai, amelynek területéhez tizenhat egyházközség tartozott.
Az albán nemzeti mozgalom arberes születésű alakja, Terenc Toçi 1911. április 26-án Oroshba hívta össze a mirdita törzsfőket. A gyűlés során kikiáltották Albánia függetlenségét, és az ország tényleges függetlenné válását másfél évvel megelőzve felhúzták az albán nemzeti zászlót. Kísérletük azonban elbukott, mert bár Észak-Albánia nagy része támogatta kezdeményezésüket, az oszmán hatóságok pár napon belül leverték felkelésüket. A második Balkán-háború során az apátsági templom és a mirdita kapitány lakóháza leégett.
Az első világháborút követően, 1921 júliusában az észak-albániai területekre aspiráló Szerb-Horvát-Szlovén Királyság a mirditák Prizrenben tartózkodó kapitánya, Marka Gjoni nevében kikiáltotta a Mirditai Köztársaságot. Gjoni szülővárosában, Oroshban buzdította felkelésre az embereit, de csak az oroshiak egy részének támogatását tudta megszerezni a szakadár köztársaság ügyének. Emellett a mögötte felsorakozott kétezer embernek csupán egy töredéke volt mirdita, az összeverbuvált irreguláris sereg nagy részét szerb és az ország más vidékeiről érkező albán fegyveresek tették ki. Az albán kormánycsapatok hamarosan elfoglalták Orosht, és Gjoni Prizrenbe szorult vissza. Később ugyan Orosh ismét a felkelők Halil Leshi vezette fegyvereseinek kezére került, de augusztus 9-én egy újabb, 1200 fős kormánycsapat a Drinen túlra szorította a lázadókat, Gjoni oroshi házát pedig hatvan további lakóépülettel együtt felgyújtották. A mirditák 1921. szeptember 22-ei oroshi gyűlésükön kimondták, hogy kapitányuk, Gjoni áruló. A tiranai kormányt és a Népszövetséget egyaránt arról értesítették, hogy az albán államiság keretei között képzelik el jövőjüket, a szakadár államalakulat pedig nem más, mint a szerbek mesterkedése. 1921 októberében szerb csapatok törtek be albán területre, amelynek során november 1-jén elfoglalták Orosht is. Végül aztán a nemzetközi fellépés hatására a szerb csapatok november folyamán kivonultak Mirditából, a Népszövetség vizsgálóbizottsága 1921. november 25-ei jelentésében pedig már arról számolhatott be, hogy Oroshban helyreállt a nyugalom, a helyi törzsfők és papok egyöntetűen elutasították és kalandor akciónak minősítették a mirdita kapitány elszakadási kísérletét.
A második világháború során, 1940 augusztusában, amikor az országot megszálló fasiszta olasz hatóságok sorozást és rekvirálást rendeltek el, mirdita földön fegyveres felkelés tört ki. Négyezer fegyveresüket 12 ezres olasz sereg fegyverezte le, és büntetésképpen három mirdita települést, köztük Orosht felégették. A második világháborút követően kiépült pártállami diktatúrában az 1944-ben Nyugatra távozott utolsó mirdita kapitány, Gjon Markagjoni fiai a kommunisták kezétől haltak meg 1946-ban, illetve 1947-ben. 1947-ben megindult az egyházak szervezeti függetlenségének felszámolása is, ennek során az oroshi apátság is elveszítette önállóságát, 1948. március 8-án pedig több más észak-albániai paptársával együtt kivégezték az utolsó oroshi apátot, Frano Gjinit is. 1951-től püspöki helynök végzett szolgálatot az egykori apátságban, majd a nagy ateista kampány során, 1967-ben több más mirditai templommal együtt az egykori oroshi apátság templomát is földig rombolták. A rendszerváltást követően, 1994–1995 során korabeli fényképek alapján ugyan rekonstruálták és újra felépítették az apátsági templomot, de a település korábbi jelentőségét már nem nyerte vissza. 1996 decemberében a gyakorlatilag elnéptelenedett Orosh helyett Mirdita modern kori központját, Rrëshent tették meg a mirditai egyházmegye székhelyének.

## Látnivalói

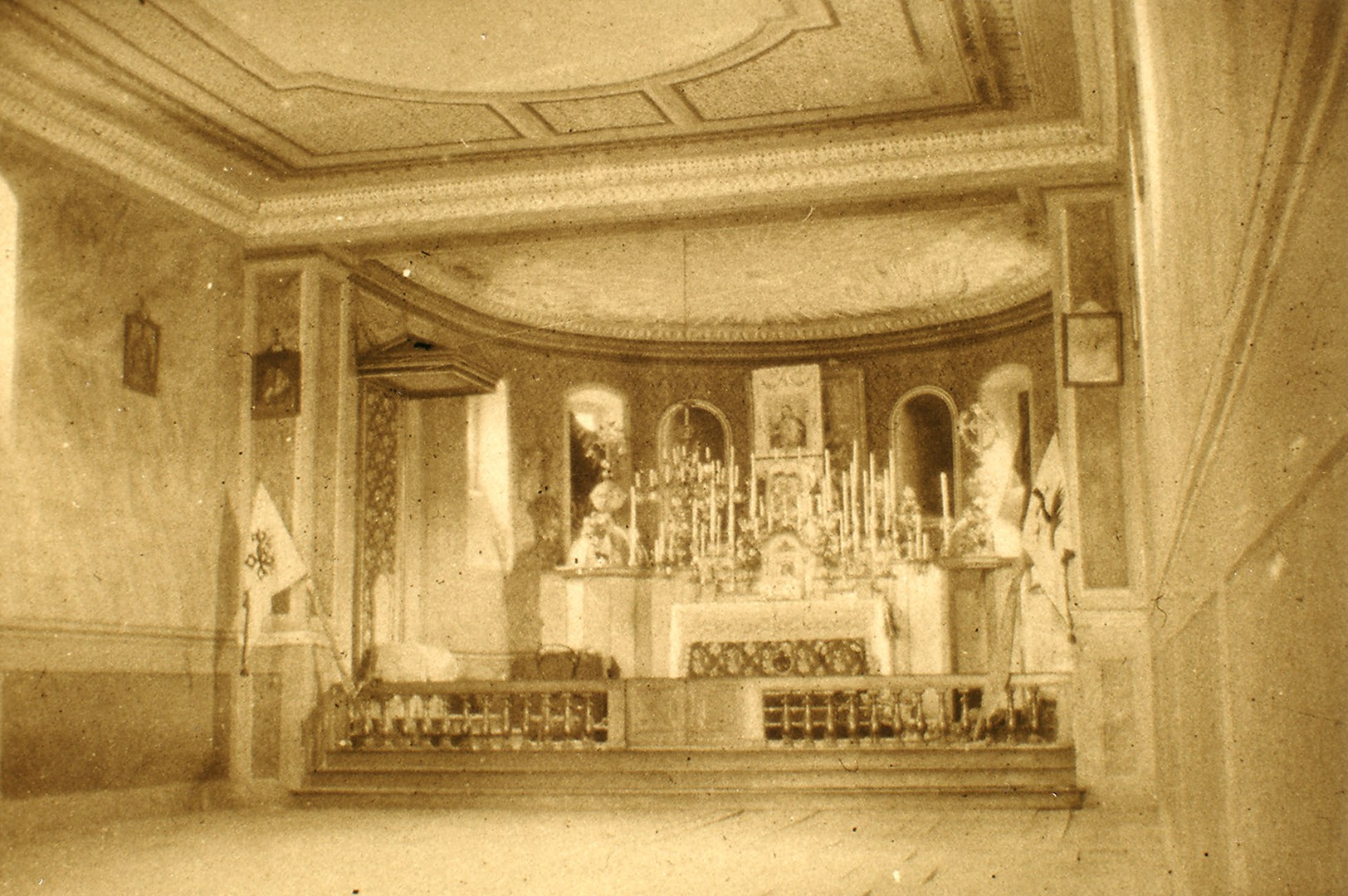
Az oroshi apátsági templom belső tere 1905-ben, Nopcsa Ferenc fotóján

Az egykori Orosh, a mai Grykë-Orosh a Mirdita-fennsíkon, a Kis-Fan bal partján emelkedő Mal i Shenjtë (’Szent-hegy’) nevű magaslat északnyugati lankáin terül el. Az alközség központjától, Repstől keletre található, mintegy 7 kilométeres autózással érhető el. Orosht napjainkban mintegy húsz család lakja, házaik szétszórtan állnak a hegyoldalban. A település egykori fényéről tanúskodó épületeknek – a kolostornak, a konventnek, az apát nyári rezidenciájának, a mirdita kapitány erődszerű házainak – már az alapjait sem lehet megtalálni. Az egyedüli látnivalóul az eredetileg a 16. században épült, majd 1994–1995-ben újra felépített Hegyi Szent Sándor-templom szolgál. Az istentiszteletek kivételével zárva tartják, nem látogatható. Ami a templom és a kolostor klenódiumait és kegytárgyait illeti, a 19. századi utazók még beszámoltak egy azóta elveszett, míves kivitelű, latin feliratos ezüstkeresztről, amelyet 1447-ben a környék birtokosa, Pall Dukagjini adományozott a bencéseknek.

### Nevezetes oroshiak
- Itt született Prenk Bibë Doda (1858/1860–1919) mirdita kapitány, politikus, 1913–1914-ben, majd 1918–1919-ben Albánia miniszterelnök-helyettese.[24]
- Az 1870-es években prépostként,[25] majd 1888/1889 fordulójától oroshi apátként itt élt Preng Doçi (1846–1917) politikus, költő.[26]
- 1915. szeptember 24-én a montenegrói csapatok ellen Orosh mellett vívott csatában vesztette életét Dedë Gjo Luli(wd) népfelkelő.[27]
- 1939–1940-ben itt tanítóskodott Prenk Jakova (1917–1969) albán zeneszerző.[28]